# Охота на ведьм (фильм)
«Охота на ведьм» (англ. Witch hunt) — фантастический детектив 1994 года, снятый Полом Шрейдером для HBO. В ролях Деннис Хоппер и Эрик Богосян. Сценарист Джозеф Догерти. Является продолжением фильма 1991 года «Бросив смертельный взгляд», в котором Хоппер играет частного детектива Гарри Филлипа Лавкрафта (англ. Harry Phillip Lovecraft), заменяющего Фреда Уорда. Кроме того, предыстория многих персонажей отличается от приквела. Например, герой Лавкрафт из-за своих принципов отказывается от использования магии в «Бросив смертельный взгляд», а в «Охоте на ведьм» он отказывается из-за полученного неудачного опыта. Оригинальная партитура была написана Анджело Бадаламенти. В фильме представлен набор элементов из творчества Лавкрафта, хотя он не основан ни на каком произведении автора. Игра слов "Охота на ведьму" представляет иной взгляд на данный процесс[что?].

## Сюжет
Действие фильма происходит в вымышленном Лос-Анджелесе, где магия реальна, а монстры и мифические звери бродят по закоулкам, зомби используются в качестве дешёвой рабочей силы, и все, кроме частного сыщика Гарри Филипа Лавкрафта (Хоппер), используют магию каждый день. Тем не менее, автомобили, телефоны и другие современные технологии также существуют в этом мире. На дворе 1953 год, начало Второй красной паники, но в этой вселенной коммунизм заменяется магией, а процессами в стиле Маккарти руководит сенатор Ларсон Крокетт (Богосян).
Ким Хадсон (Миллер) нанимает Лавкрафта для сбора компромата на её мужа, продюсера Н. Дж. Готлиба (Розенберг), который собирается заменить её в своем последнем фильме молодой звездой, с которой у него роман. Лавкрафт проникает в студию вместе с практикующей ведьмой Иполитой Кропоткин (Шерил Ли Ральф), которая работает на студию. Там они встречают Финна Маху (Сандс), чернокнижника и также бывшего частного сыщика, с которым он когда-то сталкивался. Затем Готлиба убивают при помощи магии, а сенатор Крокетт использует преступление и выставляет Кропоткину как убийцу, чтобы использовать случай в своем крестовом походе против магии, лоббируя недавно принятый закон Конгресса. Кропоткин по законы приговорят к смертной казни путем публичного сожжения. Теперь Лавкрафт должен не только спасти Кропоткин, но и раскрыть настоящего убийцу, мотивы и секреты которого скрывал Ким Хадсон. Лавкрафт вынужден противостоять демонам своего собственного прошлого… и не использовать магию.

## В ролях
- Деннис Хоппер в роли Гарри Филлипа Лавкрафта (те же инициалы, что и у Говарда Филлипса Лавкрафта)
- Пенелопа Энн Миллер в роли Ким Хадсон
- Эрик Богосян в роли сенатора Ларсона Крокетта
- Шерил Ли Ральф в роли Иполиты Лаво Кропоткин
- Джулиан Сэндс в роли Финна Махи
- Валери Махаффей в роли Труди
- Джон Эпперсон в роли Вивиан Дарт (в роли Липсинки)
- Деби Мейзар в роли маникюрши
- Алан Розенберг в роли Н. Дж. Готлиба
- Клифтон Коллинз младший в роли Тайрона

## Оценки
На сайте Rotten Tomatoes фильм имеет рейтинг 46 %.